# Abdelali Mhamdi
Abdelali Mhamdi (arabisch عبد العالي المحمدي, DMG ʿAbd al-ʿĀlī al-Muḥammadī; * 29. November 1991 in Marrakesch) ist ein marokkanischer Fußballtorhüter.

## Karriere

### Klub
Er wechselte zur Saison 2015/16 von Kawkab Marrakesch zu RS Berkane, mit denen er in der Spielzeit 2017/18 auch Pokalsieger wurde. Zur Spielzeit 2019/20 zog es ihn weiter zum Abha Club nach Saudi-Arabien. Seit der Spielzeit ist er wieder zurück in seinem Heimatland und hütet den Kasten bei Maghreb Fez. Hier stand er eine Spielzeit unter Vertrag. Anfang August 2023 wechselte er nach Saudi-Arabien. Hier unterschrieb er einen Vertrag beim Zweitligisten al-Batin.

### Nationalmannschaft
Seinen ersten bekannten Einsatz für die marokkanische A-Nationalmannschaft hatte er am 13. August 2017 bei einem 1:1 gegen Ägypten, während der Qualifikation für die Afrikanische Nationenmeisterschaft 2018. Bei der Endrunde war er anschließend auch im Kader und bekam dort in einem Gruppenspiel Spielzeit. Zudem war er im Kader beim FIFA-Arabien-Pokal 2021, wo er im Gruppenspiel gegen Saudi-Arabien das Tor hüten durfte.